# Johann Paul Uhle
Johann Paul Uhle (Nossen, 17 aprile 1827 – Jena, 4 novembre 1861) è stato un patologo e medico tedesco.
Nel 1852 ha conseguito il dottorato in medicina presso l'Università di Lipsia. È stato assistente presso l'Ospedale di San Giorgio a Lipsia, e nel 1859 divenne professore presso Dorpat. Nel 1860 si è trasferito a Jena come professore di patologia e direttore della clinica medica.
Con Ernst Leberecht Wagner (1829-1888), Uhle è stato co-autore di un libro di testo riguardante la patologia generale intitolato "Handbuch der allgemeinen Pathologie". È stato pubblicato in sette edizioni, ed è stato tradotto in inglese, francese, polacco e greco. Uhle è stato anche autore di "Der Winter in Oberägypten als klimatisches Heilmittel".
Morì di tubercolosi a Jena, all'età di 34 anni.